# Кушнирюк, Сергей Георгиевич
Сергей Георгиевич Кушнирюк (15 марта 1956, Витилевка, Черновицкая область) — советский гандболист, олимпийский чемпион 1976 года, серебряный призёр игр 1980 года. Заслуженный мастер спорта СССР (1976).
Чемпион мира 1982 года, серебряный призёр чемпионата 1978 года. Чемпион мира среди молодежи 1977 года. Провел в составе сборной СССР 249 международных матча, забросил 294 мяча.

## Биография
На клубном уровне выступал за команды ЗИИ (Запорожье), с 1978 года — ЦСКА. Чемпион СССР по гандболу 1979/1980 годов, пятикратный бронзовый призёр первенства СССР.
Заслуженный работник физической культуры и спорта Украины (2012). Награждён правительственными наградами — 2 медалями «За трудовое отличие». По завершении карьеры игрока в 1984 году стал тренером, главный тренер мужской сборной команды Украины по гандболу с 2002 года.